# Rio Bârlogu
O Rio Bârlogu é um rio da Romênia afluente do Rio Robeşti, localizado no distrito de Vâlcea.